# Dulwich College

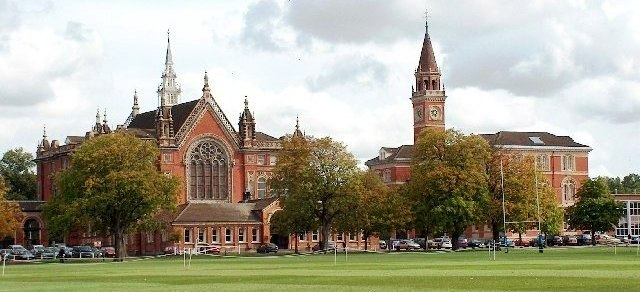
Budynki Dulwich College

Dulwich College to prywatna, męska szkoła (do poziomu szkoły średniej) położona w południowym Londynie. Założona została w 1619 roku przez elżbietańskiego aktora Edwarda Alleyna. Uczy się w niej około 1500 chłopców w wieku od 2 do 19 lat (z czego 120 korzysta z internatu), co czyni ją jedną z największych szkół w Wielkiej Brytanii.
Dulwich College ma osiągnięcia akademickie i jest wymieniana w dziesiątce najlepszych szkół w Wielkiej Brytanii. Corocznie, na 200 zdających egzaminy A-levels, 120 uczniów ma wszystkie oceny powyżej B. Co roku od 30 do 40 absolwentów kontynuuje naukę na Cambridge oraz Oksfordzie.
W skład szkoły wchodzą trzy biblioteki, 17 laboratoriów, teatr, liczne warsztaty artystyczne oraz galeria sztuki Dulwich Picture Gallery, zawierająca kolekcję obrazów, m.in. Rembrandta i Murilla, zebranych w okresie rozbiorów dla Stanisława Augusta Poniatowskiego.
Szkoła przykłada też dużą wagę do sportu. Posiada 12 boisk do gry w rugby, 10 boisk do piłki nożnej, 10 placów do gry w krykieta i 9 zadaszonych kortów tenisowych, sztuczną bieżnię, basen, siłownię i przystań wioślarską na Tamizie.
Absolwentami Dulwich są m.in. malarz Stanhope Alexander Forbes, podróżnik Ernest Shackleton, aktorzy Chiwetel Ejiofor, Rupert Penry-Jones, pisarze Raymond Chandler, Michael Ondaatje, Graham Swift, P.G. Wodehouse, politycy i filozofowie Nigel Farage, George Edward Moore, John Lewis i W.K.C. Guthrie
Ze względu na stare budownictwo, na terenie Dulwich College kręcono filmy fabularne, m.in. Harry Potter, Tomb Raider czy Legalna blondynka.